# Augustin Botescu
Augustin Botescu (n. Băilești) în județul Dolj, Oltenia, România, a fost un antrenor român, selecționer al  României la Calificările Cupei Europene a Națiunilor 1960 și Echipa olimpică a României la Calificări la Jocurile Olimpice de vară din 1960, nereușind să se califice la ambele turnee. Are un total de 7 meciuri ca antrenor al echipei naționale, constând din 2 victorii și 5 înfrângeri (11 jocuri, 3 victorii, un egal, 7 înfrângeri, inclusiv jocurile Echipa olimpică a României). Botescu a câștigat ca antrenor Cupa României cu Progresul București în 1960. A antrenat Metalul București, Progresul București, Farul Constanța și Politehnica Iași în 141 de jocuri Divizia A. Botescu a mai lucrat ca contabil.

## Palmares
Progresul București
- Cupa României: 1959–60